# خارعلف
خارعلف (نام علمی: Triodia) نام یک سرده از تیره گندمیان است.